# Internet Explorer 4
Chronologie des versions
Internet Explorer 3 Internet Explorer 5
Microsoft Internet Explorer 4 est un navigateur web graphique publié par Microsoft le 1er octobre 1997. Ce navigateur était principalement destiné à Windows, mais il fut aussi disponible le 6 janvier 1998 pour Apple Mac OS et le 24 février 1998 pour Solaris et HP-UX.
Introduit sur le marché avec le slogan « Le Web à votre guise », Internet Explorer 4 a introduit le moteur de rendu HTML Trident et la prise en charge de la navigation hors connexion. Outlook Express a remplacé Internet Mail and News. 
Internet Explorer fut l'un des principaux participants de la première guerre des navigateurs. Ses méthodes de distribution et son intégration à Windows ont été impliquées dans l'affaire United States v. Microsoft Corp. (en)
Internet Explorer 4 a été remplacé par Internet Explorer 5 en mars 1999.

## Vue d'ensemble
La bêta d'Internet Explorer 4 est sorti en avril 1997 , une autre version a été publiée quelques mois après au mois de juillet.
Internet Explorer a été rendu public en Septembre 1997 et celui-ci a permis d'approfondir le niveau d'intégration entre le navigateur web et le système d'exploitation sous-jacent. Il peut fonctionner à partir de Windows 3.1. Si Internet Explorer est installé sur Windows 95 ou sur Windows NT 4.0, alors le programme nommé Windows Desktop Update devient disponible. Ce programme ajoute une nouvelle fonctionnalité appelée Active Desktop, qui permet de modifier l'explorateur Windows en style de navigateur et de transformer le fichier HTML en bureau.
La dernière version d'Internet Explorer 4, à l'exception de la version Mac, est la version 4.0 Service Pack 2.

### Internet Explorer Version 4.0 pour Mac OS
Le 6 janvier 1998, au Macworld Expo de San Francisco, Microsoft a publié la version finale d'Internet Explorer 4.0 pour Mac OS. Cette version 4 incluait la prise en charge de la navigation hors ligne, du HTML dynamique, d'une nouvelle machine virtuelle Java plus rapide et des zones de sécurité qui permettent au utilisateurs ou aux administrateurs de limiter l'accès à certains types de contenu Web en fonction de la zone (par exemple, Intranet ou Internet) à l'origine du contenu. De plus, lors du même événement, Apple a annoncé la sortie de Mac OS 8.1 qui serait fourni avec Internet Explorer 4.

### Versions pour UNIX
Internet Explorer 4.0 pour Solaris est sorti en version bêta le 5 novembre 1997. La version finale fut prévue pour le premier trimestre de 1998.